# Adaobi Tricia Nwaubani
Adaobi Tricia Nwaubani, född 1976 i Enugu, Nigeria, är en nigeriansk romanförfattare.
Nwaubani föddes i Enugu men växte upp i Umuahia. Hon gick på internatskolan Federal Government Girls College i Owerri och studerade sedan psykologi vid universitetet i Ibadan. Hennes debutroman I Do Not Come to You by Chance tilldelades 2010 Commonwealth Writers' Prize för en afrikansk debutroman samt Wole Soyinka Prize for Literature in Africa (delat med Kopano Matlwa och Wale Okediran). Hon har skrivit debattartiklar i The Guardian och The New York Times.

## Verk
- I Do Not Come to you by Chance , Hyperion, 2009, ISBN 978-1-4013-2311-0